# Torneo de Candidatos de 2022
El Torneo de Candidatos de 2022 fue la edición del Torneo de candidatos de la FIDE celebrada en el año 2022. Consistió en un torneo de ajedrez de ocho jugadores para decidir el retador para el Campeonato Mundial de Ajedrez 2023. El torneo se llevó a cabo en el Palacio de Santoña en Madrid, España, del 16 de junio al 5 de julio de 2022, mientras que el Campeonato Mundial está programado para principios de 2023. Al igual que todos los torneos de candidatos desde 2013, el formato fue de liga a doble vuelta.
Ian Nepomniachtchi ganó el torneo invicto por segunda vez consecutiva con una ronda de sobra y el puntaje más alto en cualquier torneo de Candidatos desde que se introdujo el formato moderno en 2013 y se enfrentará a Magnus Carlsen por el Campeonato Mundial de Ajedrez. Si el actual campeón decide no jugar, los dos primeros clasificados del torneo se enfrentarán por el título mundial, quedando finalmente Ian Nepomniachtchi contra Ding Liren.
Los ocho jugadores clasificados fueron Yan Nepómniashchi, Teimour Radjabov, Jan-Krzysztof Duda, Alireza Firouzja, Fabiano Caruana, Hikaru Nakamura, Richárd Rapport y Ding Liren. Serguéi Kariakin era inicialmente uno de los clasificados, pero fue descalificado por violar el Código de Ética de la FIDE tras apoyar públicamente la invasión rusa de Ucrania de 2022. La Federación de Ajedrez de Rusia apeló sin éxito la decisión de la FIDE en representación de Kariakin. El puesto recaló en el jugador con un puesto más alto en el ranking FIDE de mayo de 2022 que no se hubiera clasificado, Ding Liren.

## Participantes
Los jugadores clasificados para el Torneo de Candidatos fueron:
| Método de clasificación                                 | Jugador                                      | Edad            | Elo             | Ranking FIDE    |
| Método de clasificación                                 | Jugador                                      | (Junio de 2022) | (Junio de 2022) | (Junio de 2022) |
| ------------------------------------------------------- | -------------------------------------------- | --------------- | --------------- | --------------- |
| Finalista del Campeonato Mundial de 2021                | Yan Nepómniashchi                            | 31 años         | 2766            | 7               |
| Candidato nominado por la FIDE                          | Teimour Radjabov                             | 35 años         | 2753            | 13              |
| Los dos finalistas de la Copa del Mundo de Ajedrez 2021 | Jan-Krzysztof Duda (ganador)                 | 24 años         | 2750            | 16              |
| Los dos finalistas de la Copa del Mundo de Ajedrez 2021 | Serguéi Kariakin (finalista) (Descalificado) | 32 años         | 2747            | 17              |
| Los dos finalistas del Gran Suizo de la FIDE de 2021    | Alireza Firouzja (ganador)                   | 19 años         | 2793            | 3               |
| Los dos finalistas del Gran Suizo de la FIDE de 2021    | Fabiano Caruana (finalista)                  | 29 años         | 2783            | 4               |
| Los dos finalistas del Grand Prix de la FIDE de 2022    | Hikaru Nakamura (ganador)                    | 34 años         | 2760            | 11              |
| Los dos finalistas del Grand Prix de la FIDE de 2022    | Richárd Rapport (finalista)                  | 26 años         | 2764            | 8               |
| Ranking más alto en mayo de 2022                        | Ding Liren (sustituyendo a Kariakin)         | 29 años         | 2806            | 2               |

### Clasificación de Radjabov
Radjabov se había clasificado para el Torneo de Candidatos anterior como ganador de la Copa Mundial de Ajedrez de 2019, pero se retiró del torneo después de que su solicitud para aplazar el torneo por la pandemia de COVID-19 fuera rechazada. Con el aplazamiento del Torneo de Candidatos de 2020 a mitad de torneo debido a la pandemia hasta 2021, Radjabov pidió regresar al torneo. La FIDE decidió que lo adecuado era ofrecer a Radjabov la entrada directa al torneo de 2022 en su lugar.

### Descalificación de Kariakin
El 21 de marzo de 2022, la Comisión de Ética y Disciplina de la FIDE resolvió que Serguéi Kariakin había violado el Artículo 2.2.10 del Código de Ética de la FIDE tras apoyar públicamente la invasión rusa de Ucrania de 2022. Como resultado, decidieron expulsarle de todos los torneos organizados por la FIDE durante un periodo de seis meses, convirtiéndose así en no elegible para el Torneo de Candidatos de 2022.
Kariakin tenía 21 días para apelar. Aunque afirmó que no tenía sentido apelar, la Federación de Ajedrez de Rusia anunció casi inmediatamente que estaba preparando una apelación en su nombre. El 6 de mayo, la Cámara de Apelaciones de la Comisión de Ética y Disciplina de la FIDE anunció su decisión de rechazar la apelación de Kariakin, lo que implicó su descalificación del Torneo de Candidatos, aunque mantiene la opción de apelar al Tribunal de Arbitraje Deportivo.

### Clasificación por ranking (Ding Liren)
Originalmente, ningún jugador se hubiera clasificado por puntuación Elo. Sin embargo, las reglas establecen que si uno de los jugadores clasificados se retiraba, el jugador con mejor ranking en la lista de mayo de 2022 que además hubiera jugado al menos 30 partidas evaluadas entre junio de 2021 y mayo de 2022 sería invitado como reemplazo.
En la lista de abril de 2022, el jugador con mejor ranking (aparte del campeón del mundo y los jugadores ya clasificados) era Ding Liren con una puntuación Elo de 2799, pero solo había jugado 4 partidas evaluadas entre junio de 2021 y abril de 2022 debido a las dificultades para viajar durante la pandemia de COVID-19. Necesitaba por tanto 26 partidas en marzo y abril para la lista de mayo de 2022 para ser elegible. La Asociación China de Ajedrez organizó tres eventos distintos para que Ding participara, permitiéndole alcanzar el requisito de mínimo de partidas, además de alcanzar el segundo puesto en el ranking FIDE. Tras el rechazo de la apelación de Kariakin, Ding Liren se clasificó para el Torneo de Candidatos.

## Organización
El torneo tuvo formato de liga a doble vuelta con ocho jugadores, lo que significa 14 rondas en las que los jugadores se enfentaron entre ellos dos veces: una vez con las piezas negras y otra con las blancas. El ganador del torneo se clasificó para jugar contra Magnus Carlsen en el Campeonato Mundial en 2023. Si Carlsen decide no jugar, los dos primeros clasificados del torneo jugarán entre ellos por el título mundial.

### Normativa
El control de tiempo fue de 120 minutos para las primeras 40 jugadas, 60 minutos para las siguientes 20 jugadas, y 15 minutos para el resto de la partida, con un incremento de 30 segundos por jugada a partir de la jugada 61.
En caso de empate en el primer puesto, los desempates siguen el siguiente formato:
- Los jugadores disputan dos partidas de ajedrez rápido a 15 minutos más 10 segundos por jugada. En caso de un empate de entre tres y seis jugadores, se disputa una liga a una vuelta. En caso de que empaten siete u ocho jugadores, se disputa una liga a una vuelta con un límite de tiempo de 10 minutos más 5 segundos por jugada.
- Si cualquier número de jugadores sigue empatado tras las primeras partidas rápidas, jugarán dos partidas de ajedrez relámpago a 3 minutos más 2 segundos por jugada. En caso de que más de dos jugadores permanezcan empatados, se jugará una liga a una vuelta.
- Si cualquier número de jugadores sigue empatado tras las partidas relámpago, los jugadores restantes jugarán un torneo relámpago eliminatorio con el mismo control de tiempo. En cada encuentro de la eliminatoria, el primer jugador en ganar una partida ganará el encuentro.

Estos desempates suponen una diferencia con los empleados entre 2013 y 2021, que usaban desempates basados en los resultados de los jugadores en el torneo (como resultados de los enfrentamientos directos entre jugadores empatados o número de victorias).
Los empates en otros puestos además del primero se resolverán en el siguiente orden: (1) puntuación Sonneborn-Berger, (2) número total de victorias, (3) resultado directo entre los jugadores empatados, (4) número de partidas con las piezas negras.
Los premios son de 48 000 € para el primer puesto, 36 000 € para el segundo y 24 000 € para el tercero (donde los jugadores con los mismos puntos se reparten el premio, independientemente de los desempates), más 7000 € por cada punto para todos los jugadores, sumando una bolsa de premios total de 500 000 €.

### Calendario
Los jugadores del mismo país debieron jugar entre ellos en las primeras rondas: rondas 1 y 8 si solo son dos jugadores y rondas 1 a 3 y 8 a 10 si hay tres jugadores de la misma federación.
| Fecha               | Día       | Evento                                             |
| ------------------- | --------- | -------------------------------------------------- |
| 16 de junio de 2022 | Jueves    | Ceremonia de apertura                              |
| 17 de junio de 2022 | Viernes   | Ronda 1                                            |
| 18 de junio de 2022 | Sábado    | Ronda 2                                            |
| 19 de junio de 2022 | Domingo   | Ronda 3                                            |
| 20 de junio de 2022 | Lunes     | Día de descanso                                    |
| 21 de junio de 2022 | Martes    | Ronda 4                                            |
| 22 de junio de 2022 | Miércoles | Ronda 5                                            |
| 23 de junio de 2022 | Jueves    | Ronda 6                                            |
| 24 de junio de 2022 | Viernes   | Día de descanso                                    |
| 25 de junio de 2022 | Sábado    | Ronda 7                                            |
| 26 de junio de 2022 | Domingo   | Ronda 8                                            |
| 27 de junio de 2022 | Lunes     | Ronda 9                                            |
| 28 de junio de 2022 | Martes    | Día de descanso                                    |
| 29 de junio de 2022 | Miércoles | Ronda 10                                           |
| 30 de junio de 2022 | Jueves    | Ronda 11                                           |
| 1 de julio de 2022  | Viernes   | Ronda 12                                           |
| 2 de julio de 2022  | Sábado    | Día de descanso                                    |
| 3 de julio de 2022  | Domingo   | Ronda 13                                           |
| 4 de julio de 2022  | Lunes     | Ronda 14                                           |
| 5 de julio de 2022  | Martes    | Desempates (si es necesario) Ceremonia de clausura |

## Resultados

### Resultados por ronda
El primer jugador nombrado juega con las piezas blancas. 1–0 indica una victoria blanca, 0–1 indica una victoria negra, y ½–½ indica tablas. Los números entre paréntesis muestran la puntuación de los jugadores antes de la ronda. En abril de 2022, la FIDE anunció los emparejamientos del torneo.
| Ronda 1 – 17 de junio de 2022 | Ronda 1 – 17 de junio de 2022 | Ronda 1 – 17 de junio de 2022 | Ronda 1 – 17 de junio de 2022                                          |
| ----------------------------- | ----------------------------- | ----------------------------- | ---------------------------------------------------------------------- |
| Jan-Krzysztof Duda            | Richárd Rapport               | ½–½                           | B44 Defensa siciliana: Variante Taimánov                               |
| Ding Liren                    | Yan Nepómniashchi             | 0–1                           | A20 Apertura inglesa: Variante inglesa del rey                         |
| Fabiano Caruana               | Hikaru Nakamura               | 1–0                           | C65 Apertura española: Defensa berlinesa, 4.d3 Ac5                     |
| Teimour Radjabov              | Alireza Firouzja              | ½–½                           | D37 Gambito de dama declinado: Variante vienesa                        |
| Ronda 2 – 18 de junio de 2022 |                               |                               |                                                                        |
| Richárd Rapport               | Alireza Firouzja              | ½–½                           | B53 Defensa siciliana: Variante Chejover, 4...Cc6 5.Ab5                |
| Hikaru Nakamura               | Teimour Radjabov              | 1–0                           | C65 Apertura española: Defensa berlinesa, 4.d3 Ac5                     |
| Yan Nepómniashchi             | Fabiano Caruana               | ½–½                           | C50 Giuoco Piano: Variante Giuoco Pianissimo, normal                   |
| Jan-Krzysztof Duda            | Ding Liren                    | ½–½                           | C53 Giuoco Piano: Clásica, variante Giuoco Pianissimo                  |
| Ronda 3 – 19 de junio de 2022 |                               |                               |                                                                        |
| Ding Liren                    | Richárd Rapport               | ½–½                           | D86 Defensa Grünfeld: Variante del cambio, variante clásica            |
| Fabiano Caruana               | Jan-Krzysztof Duda            | ½–½                           | B90 Defensa siciliana: Variante Najdorf                                |
| Teimour Radjabov              | Yan Nepómniashchi             | ½–½                           | E04 Apertura catalana: Defensa abierta                                 |
| Alireza Firouzja              | Hikaru Nakamura               | ½–½                           | E32 Defensa Nimzo-India: Variante clásica, 4.Dc2                       |
| Ronda 4 – 21 de junio de 2022 |                               |                               |                                                                        |
| Richárd Rapport               | Hikaru Nakamura               | ½–½                           | C65 Apertura española: Defensa berlinesa, 4.d3 Ac5                     |
| Yan Nepómniashchi             | Alireza Firouzja              | 1–0                           | B90 Defensa siciliana: Variante Najdorf                                |
| Jan-Krzysztof Duda            | Teimour Radjabov              | ½–½                           | C65 Apertura española: Defensa berlinesa, 4.d3 Ac5                     |
| Ding Liren                    | Fabiano Caruana               | ½–½                           | D38 Gambito de dama declinado: Variante Ragozin, variante Alekhine     |
| Ronda 5 – 22 de junio de 2022 |                               |                               |                                                                        |
| Fabiano Caruana               | Richárd Rapport               | ½–½                           | B45 Defensa siciliana: Variante Taimanov, variante normal              |
| Teimour Radjabov              | Ding Liren                    | ½–½                           | E00 Apertura catalana: 3...Ab4                                         |
| Alireza Firouzja              | Jan-Krzysztof Duda            | ½–½                           | C42 Defensa Petrov: Ataque clásico                                     |
| Hikaru Nakamura               | Yan Nepómniashchi             | ½–½                           | C42 Defensa Petrov: Ataque clásico                                     |
| Ronda 6 – 23 de junio de 2022 |                               |                               |                                                                        |
| Teimour Radjabov              | Richárd Rapport               | ½–½                           | B45 Defensa siciliana: Variante Taimánov, variante normal              |
| Alireza Firouzja              | Fabiano Caruana               | 0–1                           | E06 Apertura catalana: Cerrada                                         |
| Hikaru Nakamura               | Ding Liren                    | ½–½                           | C53 Giuoco Piano: Clásica: variante Giuoco Pianissimo                  |
| Yan Nepómniashchi             | Jan-Krzysztof Duda            | 1–0                           | A07 Ataque indio del rey: Variante Keres                               |
| Ronda 7 – 25 de junio de 2022 |                               |                               |                                                                        |
| Richárd Rapport               | Yan Nepómniashchi             | 0–1                           | C42 Defensa Petrov: Ataque clásico, variante Staunton                  |
| Jan-Krzysztof Duda            | Hikaru Nakamura               | ½–½                           | E47 Defensa Nimzo-India: Variante normal, ataque de alfil              |
| Ding Liren                    | Alireza Firouzja              | ½–½                           | A20 Apertura inglesa: Variante inglesa del rey                         |
| Fabiano Caruana               | Teimour Radjabov              | 1–0                           | B32 Defensa siciliana: Variante O'Kelly, atadura Maróczy, línea Geller |

| Ronda 8 – 26 de junio de 2022  | Ronda 8 – 26 de junio de 2022 | Ronda 8 – 26 de junio de 2022 | Ronda 8 – 26 de junio de 2022                                                             |
| ------------------------------ | ----------------------------- | ----------------------------- | ----------------------------------------------------------------------------------------- |
| Richárd Rapport                | Jan-Krzysztof Duda            | 1–0                           | C47 Apertura de los cuatro caballos: 4.g3 Ac5                                             |
| Yan Nepómniashchi              | Ding Liren                    | ½–½                           | C47 Apertura de los cuatro caballos: Variante escocesa aceptada                           |
| Hikaru Nakamura                | Fabiano Caruana               | 1–0                           | C82 Apertura española: Abierta, variante San Petersburgo                                  |
| Alireza Firouzja               | Teimour Radjabov              | ½–½                           | C50 Giuoco Piano: Variante Giuoco Pianissimo, normal                                      |
| Ronda 9 – 27 de junio de 2022  |                               |                               |                                                                                           |
| Alireza Firouzja               | Richárd Rapport               | 1-0                           | C65 Apertura española: Defensa berlinesa, 4.d3 Ac5                                        |
| Teimour Radjabov               | Hikaru Nakamura               | 1-0                           | C65 Apertura española: Defensa berlinesa, 4.d3 Ac5                                        |
| Fabiano Caruana                | Yan Nepómniashchi             | ½–½                           | C42 Defensa Petrov: Ataque clásico, variante Staunton                                     |
| Ding Liren                     | Jan-Krzysztof Duda            | 1-0                           | A13 Apertura inglesa: Defensa Agincourt, defensa catalana aceptada                        |
| Ronda 10 – 29 de junio de 2022 |                               |                               |                                                                                           |
| Richárd Rapport                | Ding Liren                    | 0–1                           | C77 Apertura española: Defensa Morphy, variante Anderssen                                 |
| Jan-Krzysztof Duda             | Fabiano Caruana               | 1–0                           | C53 Giuoco Piano: Clásica, variante Giuoco Pianissimo                                     |
| Yan Nepómniashchi              | Teimour Radjabov              | ½–½                           | E06 Apertura catalana: Cerrada                                                            |
| Hikaru Nakamura                | Alireza Firouzja              | 1–0                           | B90 Defensa siciliana: Variante Najdorf, ataque inglés                                    |
| Ronda 11 – 30 de junio de 2022 |                               |                               |                                                                                           |
| Hikaru Nakamura                | Richárd Rapport               | ½–½                           | B33 Defensa siciliana: variante Lasker-Pelikan, variante Sveshnikov, variante Cheliábinsk |
| Alireza Firouzja               | Yan Nepómniashchi             | 0–1                           | C42 Defensa Petrov: Ataque Kaufmann                                                       |
| Teimour Radjabov               | Jan-Krzysztof Duda            | ½–½                           | A15 Apertura inglesa: Defensa anglo-india, variante del caballo de rey                    |
| Fabiano Caruana                | Ding Liren                    | 0–1                           | C88 Apertura española: Cerrada, anti-Marshall                                             |
| Ronda 12 – 1 de julio de 2022  |                               |                               |                                                                                           |
| Richárd Rapport                | Fabiano Caruana               | ½–½                           | C65 Apertura española: Defensa berlinesa, 4.d3 Ac5                                        |
| Ding Liren                     | Teimour Radjabov              | 0–1                           | E48 Defensa Nimzo-India: Normal, Ataque de alfil, defensa clásica                         |
| Jan-Krzysztof Duda             | Alireza Firouzja              | ½–½                           | D45 Defensa semieslava: Variante Stoltz                                                   |
| Yan Nepómniashchi              | Hikaru Nakamura               | ½–½                           | C67 Apertura española: Defensa berlinesa abierta, variante l'Hermet                       |
| Ronda 13 – 3 de julio de 2022  |                               |                               |                                                                                           |
| Yan Nepómniashchi              | Richárd Rapport               | ½–½                           | B67 Defensa siciliana: variante Richter-Rauzer, Neo moderna                               |
| Hikaru Nakamura                | Jan-Krzysztof Duda            | 1–0                           | B90 Defensa siciliana: variante Najdorf, ataque Adams                                     |
| Alireza Firouzja               | Ding Liren                    | ½–½                           | C47 Apertura de los cuatro caballos: variante escocesa aceptada                           |
| Teimour Radjabov               | Fabiano Caruana               | ½–½                           | E04 Apertura catalana: Defensa abierta                                                    |
| Ronda 14 – 4 de julio de 2022  |                               |                               |                                                                                           |
| Richárd Rapport                | Teimour Radjabov              | 0–1                           | C65 Apertura española: Defensa berlinesa, 4.d3 Ac5                                        |
| Fabiano Caruana                | Alireza Firouzja              | 0–1                           | C65 Apertura española: Defensa berlinesa, 4.d3 Ac5                                        |
| Ding Liren                     | Hikaru Nakamura               | 1-0                           | D32 Gambito de dama declinado:Defensa Tarrasch                                            |
| Jan-Krzysztof Duda             | Yan Nepómniashchi             | ½–½                           | C42 Defensa Petrov:Ataque de Steinitz                                                     |

## Clasificación
| Puesto | Jugador            | Puntos | SB    | Victorias | ELO  | Calificación |
| ------ | ------------------ | ------ | ----- | --------- | ---- | ------------ |
| 1      | Ian Nepómniashchi  | 9.5/14 | 62    | 5         | 2793 | Ganador      |
| 2      | Ding Liren         | 8.0/14 | 52    | 4         | 2804 |              |
| 3      | Teimour Radjabov   | 7.5/14 | 52    | 3         | 2742 |              |
| 4      | Hikaru Nakamura    | 7.5/14 | 50.25 | 4         | 2772 |              |
| 5      | Fabiano Caruana    | 6.5/14 | 46.5  | 3         | 2781 |              |
| 6      | Alireza Firouzja   | 6.0/14 | 39.5  | 2         | 2793 |              |
| 7      | Jan-Krzysztof Duda | 5.5/14 | 38.5  | 1         | 2740 |              |
| 8      | Richard Rapport    | 5.5/14 | 37.75 | 1         | 2756 |              |

| Pos | Jugador                  | 1 (YN) | 1 (YN) | 2 (DL) | 2 (DL) | 3 (TR) | 3 (TR) | 4 (HN) | 4 (HN) | 5 (FC) | 5 (FC) | 6 (AF) | 6 (AF) | 7 (JD) | 7 (JD) | 8 (RR) | 8 (RR) | Puntos | Desempates | Desempates |
| Pos | Jugador                  | 1 (YN) | 1 (YN) | 2 (DL) | 2 (DL) | 3 (TR) | 3 (TR) | 4 (HN) | 4 (HN) | 5 (FC) | 5 (FC) | 6 (AF) | 6 (AF) | 7 (JD) | 7 (JD) | 8 (RR) | 8 (RR) | Puntos | PG         | SB         |
| --- | ------------------------ | ------ | ------ | ------ | ------ | ------ | ------ | ------ | ------ | ------ | ------ | ------ | ------ | ------ | ------ | ------ | ------ | ------ | ---------- | ---------- |
| 1   | Yan Nepómniashchi (FID)  |        |        | ½      | 1      | ½      | ½      | ½      | ½      | ½      | ½      | 1      | 1      | 1      | ½      | ½      | 1      | 9½     | 5          | 62,00      |
| 2   | Ding Liren (CHN)         | 0      | ½      |        |        | 0      | ½      | 1      | ½      | ½      | 1      | ½      | ½      | 1      | ½      | ½      | 1      | 8      | 4          | 52,00      |
| 3   | Teimour Radjabov (AZE)   | ½      | ½      | ½      | 1      |        |        | 1      | 0      | ½      | 0      | ½      | ½      | ½      | ½      | ½      | 1      | 7½     | 3          | 52,00      |
| 4   | Hikaru Nakamura (USA)    | ½      | ½      | ½      | 0      | 1      | 0      |        |        | 1      | 0      | 1      | ½      | 1      | ½      | ½      | ½      | 7½     | 4          | 50,25      |
| 5   | Fabiano Caruana (USA)    | ½      | ½      | 0      | ½      | 1      | ½      | 1      | 0      |        |        | 0      | 1      | ½      | 0      | ½      | ½      | 6½     | 3          | 46,50      |
| 6   | Alireza Firouzja (FRA)   | 0      | 0      | ½      | ½      | ½      | ½      | ½      | 0      | 0      | 1      |        |        | ½      | ½      | 1      | ½      | 6      | 2          | 39,50      |
| 7   | Jan-Krzysztof Duda (POL) | ½      | 0      | ½      | 0      | ½      | ½      | ½      | 0      | 1      | ½      | ½      | ½      |        |        | ½      | 0      | 5½     | 1          | 38,50      |
| 8   | Richárd Rapport (HUN)    | 0      | ½      | 0      | ½      | ½      | 0      | ½      | ½      | ½      | ½      | ½      | 0      | 1      | ½      |        |        | 5½     | 1          | 37,75      |

Actualizado a los partidos jugados el 4 de julio de 2022 (fin del torneo). Fuente: Sitio web oficial FIDE.
Reglas para la clasificación: 1) puntos; 2) puntuación Sonneborn-Berger (SB); 3) número total de victorias; 4) Head-to-Head (H2H), puntaje de encuentros entre jugadores empatados 5) sorteo